# Marko Krivičić
Marko Krivičić, slovenski nogometaš, * 1. februar 1996, Koper.
Krivičić je profesionalni nogometaš, ki igra na položaju vezista. Od leta 2023 je član albanskega kluba Flamurtari. Ped tem je igral za slovenske klube Koper, Dekane in Tabor Sežano ter italijansko Bologno in albanski Erzeni. Skupno je v prvi slovenski ligi odigral 101 tekmo in dosegel osem golov, v drugi slovenski ligi pa 48 tekem in šest golov. S Koprom je osvojil slovenski pokal in SuperPokal leta 2015. Bil je tudi član slovenske reprezentance do 16, 17, 18, 19 in 21 let.